# Julus moebiusi
Julus moebiusi är en mångfotingart som beskrevs av Karl Wilhelm Verhoeff 1897. Julus moebiusi ingår i släktet Julus och familjen kejsardubbelfotingar. Inga underarter finns listade i Catalogue of Life.